# مسجد معربة القديم
يقع مسجد معربة القديم في بلدة معربة في سهل حوران بسوريا. وقد بني هذا المسجد التاريخي وسط البلدة القديمة على أنقاض جامع أثري جدد بناؤه عام 1351هـ، ولا يزال يصلى فية حتى اليوم.
للمسجد التاريخي مئذنة مربعة تقع في الزاوية الشمالية الشرقية، وله مدخلان من الجهة الشمالية. يبلغ ارتفاع المسجد أحد عشر مترًا وأبعاده 32 × 14متر. يحوي الجامع من الداخل رواقين من القناطر ترتكز على أعمدة أسطوانية تحمل سقفاً من الربذ يوجد به درج من الداخل في الزاوية الشمالية الشرقية يصعد إلى المئذنة، وله ملحق مبني فوقه معظم حجارة هذا الجامع من الحجارة الأثرية المجاورة المزينة بالنقوش والزخارف الجميلة.